# Загайцы
Загайцы (укр. Загайці) — село в Подгаецкой городской общине Тернопольского района Тернопольской области Украины.
До 2020 года входило в Подгаецкий район.
Население по переписи 2001 года составляло 252 человека. Почтовый индекс — 48000. Телефонный код — 3542.